# Baeodromus eupatorii
Baeodromus eupatorii är en svampart som först beskrevs av Joseph Charles Arthur, och fick sitt nu gällande namn av Joseph Charles Arthur 1907. Baeodromus eupatorii ingår i släktet Baeodromus och familjen Pucciniosiraceae.   Inga underarter finns listade i Catalogue of Life.